# Noctua comes
La nottua della vite (Noctua comes Hübner, 1813) è un lepidottero appartenente alla famiglia Noctuidae, diffuso in Eurasia, Nordamerica e Nordafrica.

## Descrizione
Questa specie ha generalmente l'aspetto di una più piccola (apertura alare 38–48mm) versione della  Noctua pronuba dalle grandi ali posteriori gialle. Le ali anteriori sono ugualmente variabili nel modello e nel colore, dall'argilla pallida all'argilla rossastra, dal marrone chiaro al quasi nero. Le stimmate sono scure e delineate con giallo pallido. Le linee trasversali sono deboli. La linea ondulata scorre sul bordo anteriore come una macchia non più che marrone scuro (mai nera), che a volte si estende lungo l'intera linea ondulata. Le ali posteriori sono di colore giallo arancio con un'ampia fascia sub-terminale nera e lunule discale centrale (solitamente assente nella Noctua pronuba). È anche simile alle ali posteriori giallo lunare della Noctua orbona. Nell'impressione generale una specie ad ali larghe.
Vola di notte da luglio a settembre ed è attratto dalla luce e dai fiori come l'erica, l'erba di marram e il senecione di San Giacomo.
La larva è anche molto simile a quella della Noctua pronuba - verde o marrone con trattini neri lungo la schiena. Le sue abitudini alimentari, tuttavia, sono molto diverse: questo non ha abitudini terricole ma si nutre del fogliame di una serie di piante, alberi e arbusti, nonché di piante erbacee (vedi elenco sotto). Questa specie sverna come una larva.

## Distribuzione e habitat
Si trova nell'ecozona paleartica (Europa, Nord Africa, Isole Canarie, Medio Oriente, Russia meridionale, Caucaso, Transcaucasia, Turchia, Iraq, Iran, Afghanistan, India nord-occidentale, Novosibirsk, Asia centrale e a Denver, Colorado). Fu introdotta nella Columbia Britannica verso il 1982 e si è diffuso a sud nel nord-ovest del Pacifico. È stata recentemente segnalata nell'Ontario (Crolla 2008). Sinonimia completa data in Lafontaine. È una specie comune ma non così abbondante come il suo parente più grande (Noctua pronuba). 

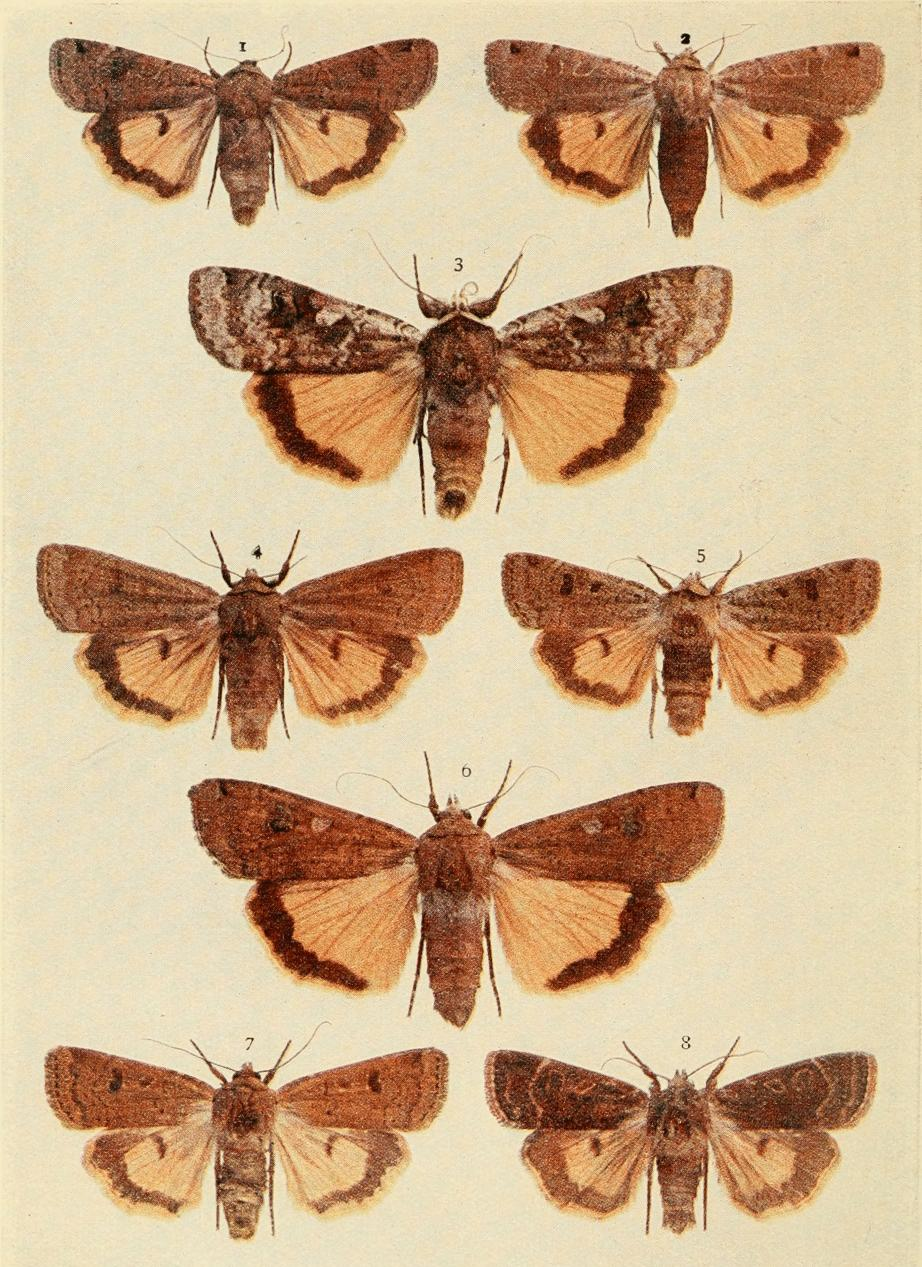
Confronto 1, 2. Noctua orbona 4, 5, 7, 8. nottua della vite (Noctua comes) 3, 6. Noctua pronuba

## Galleria d'immagini

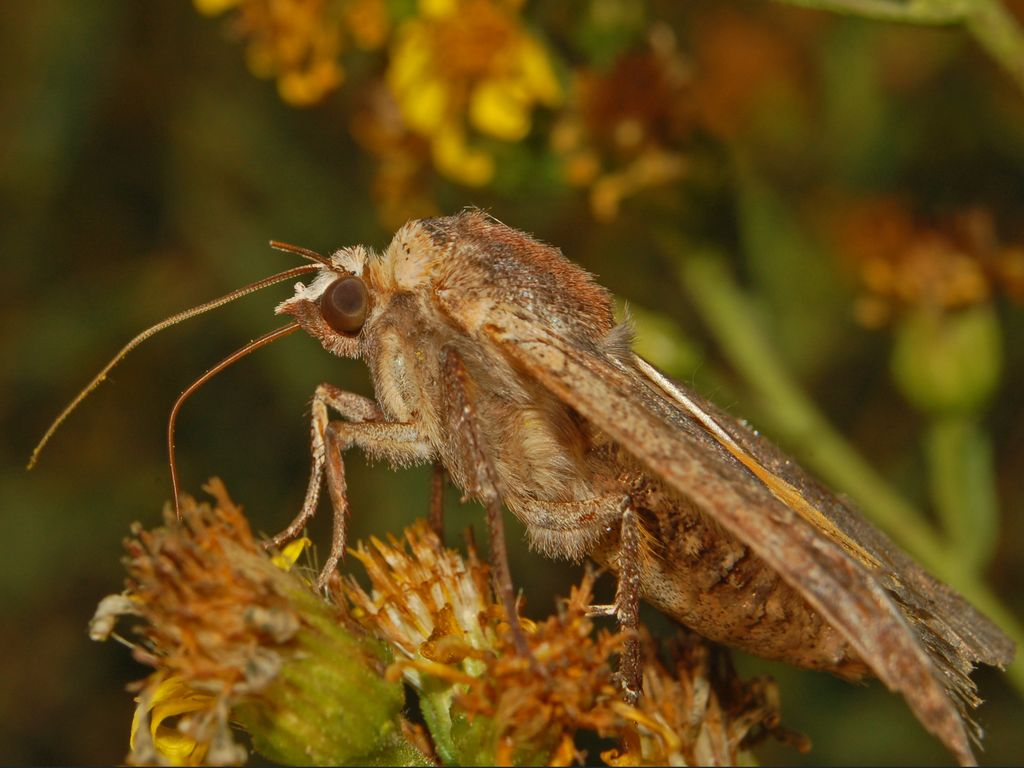
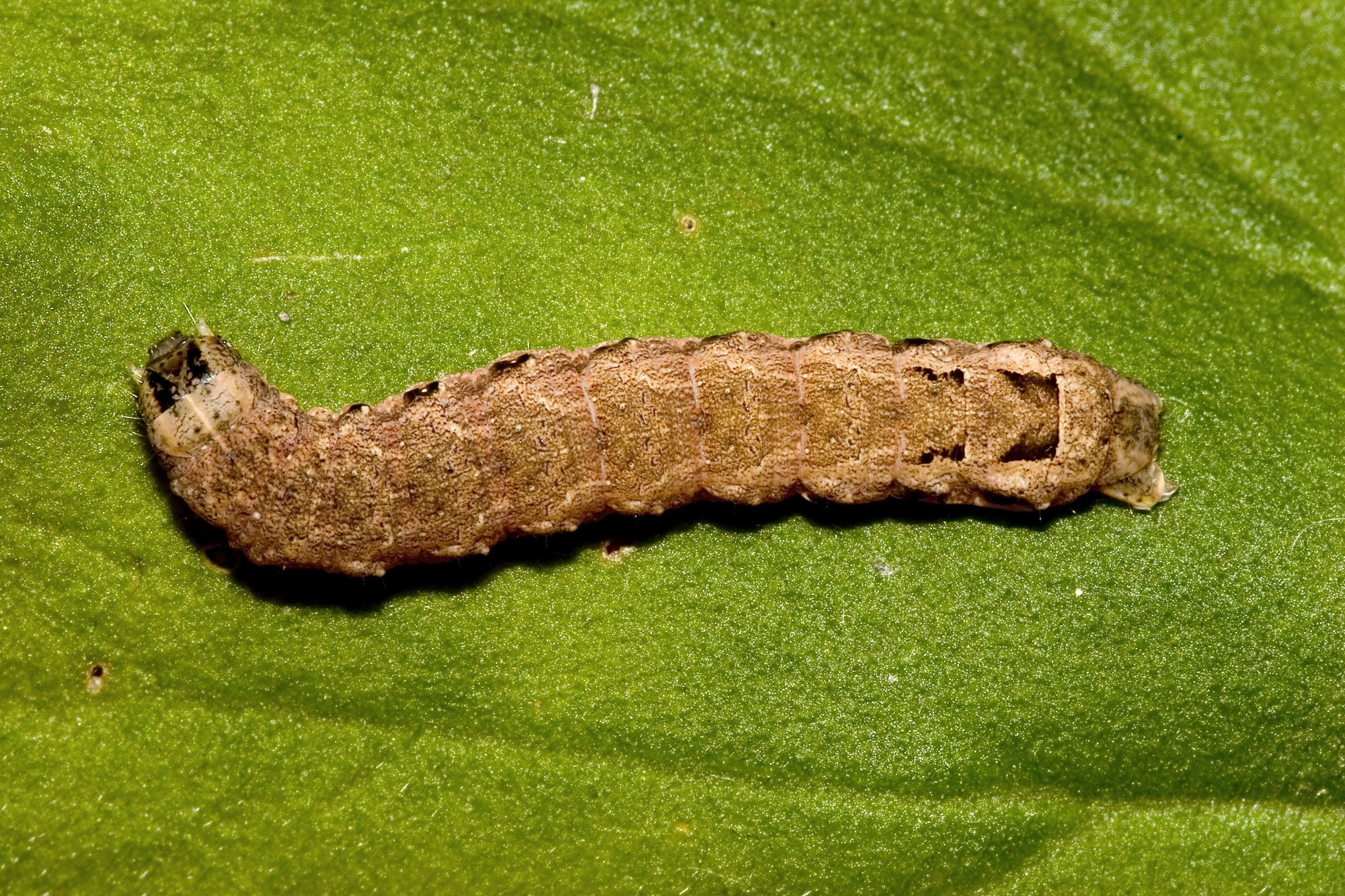
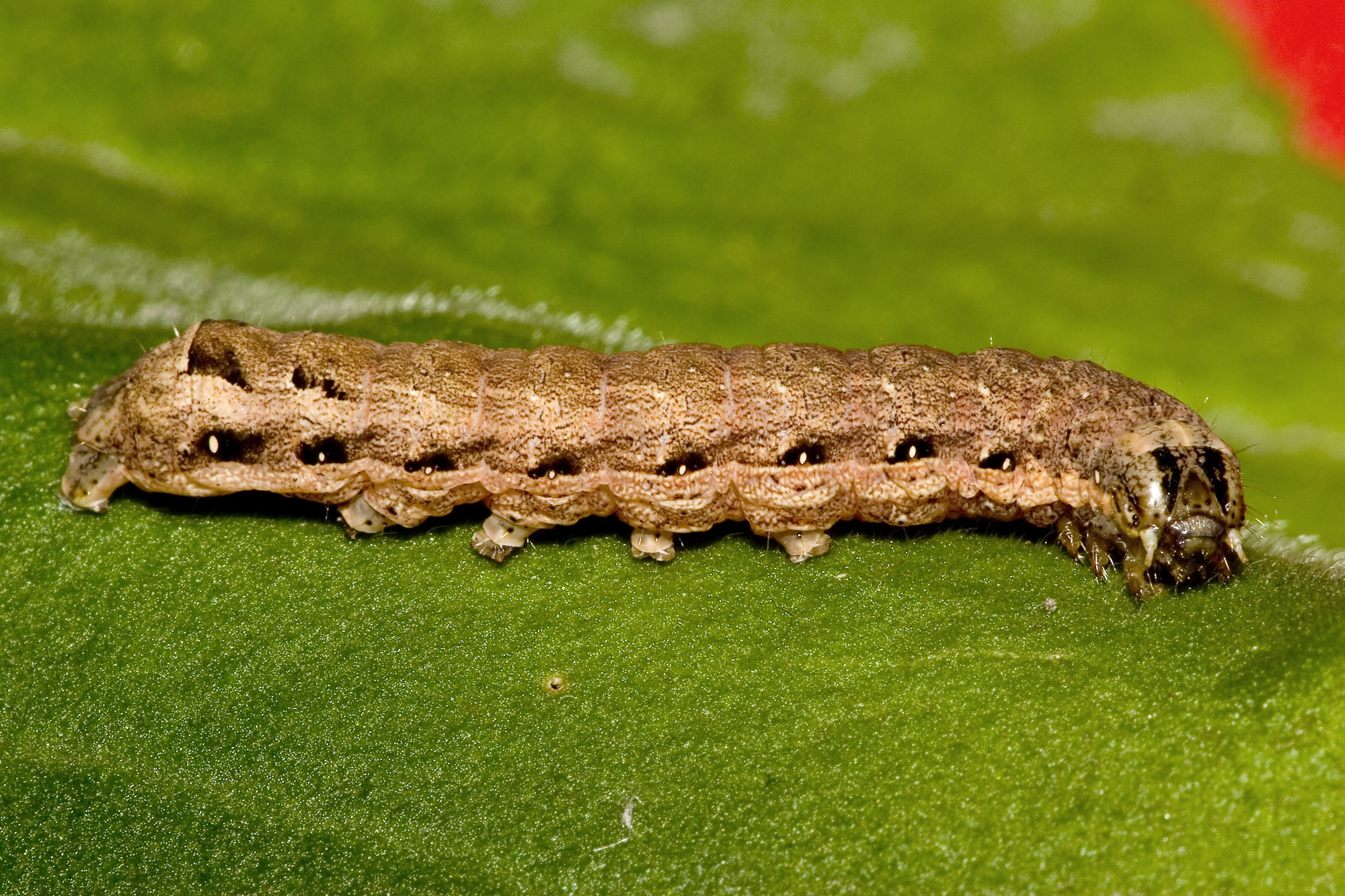
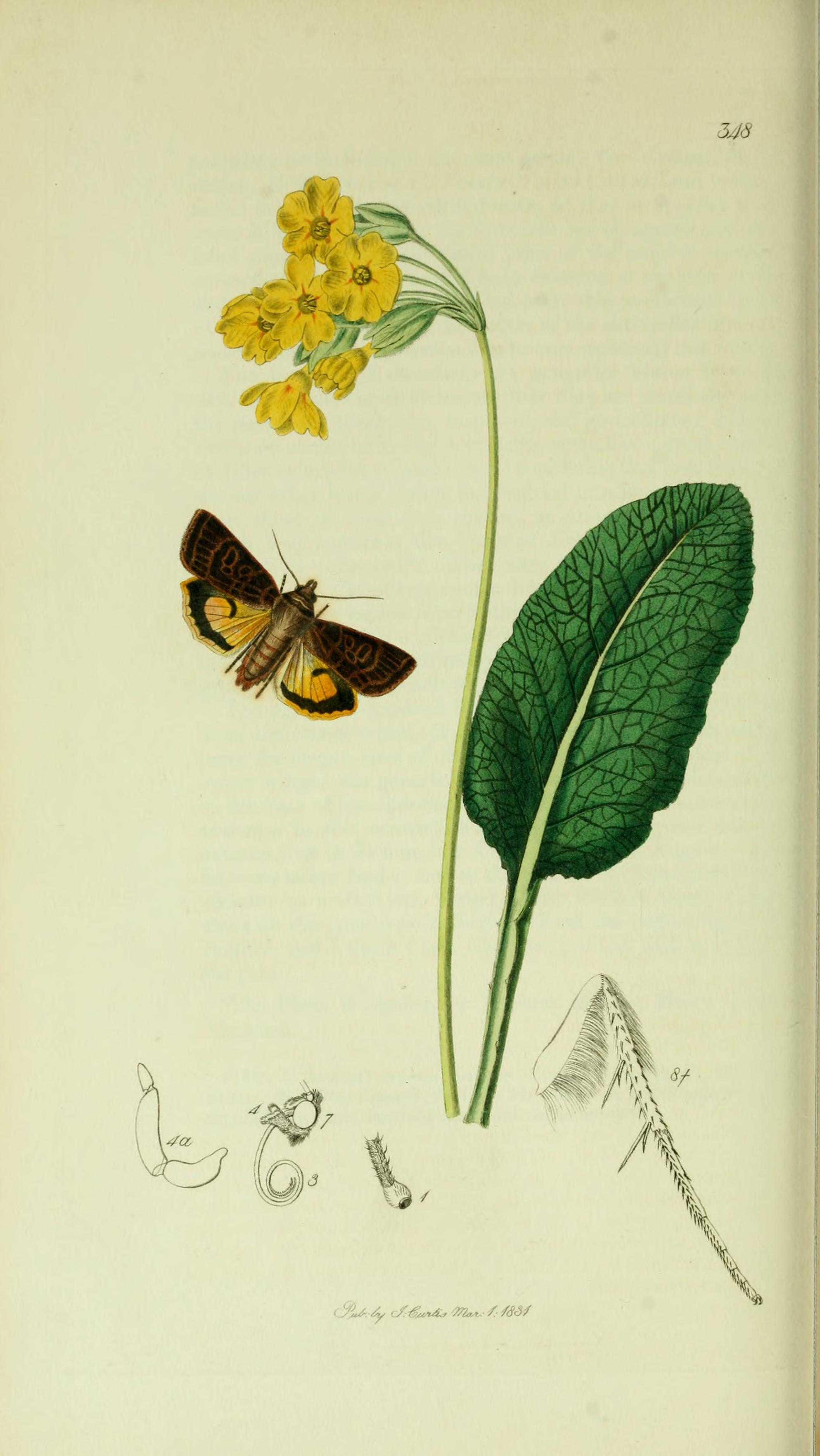
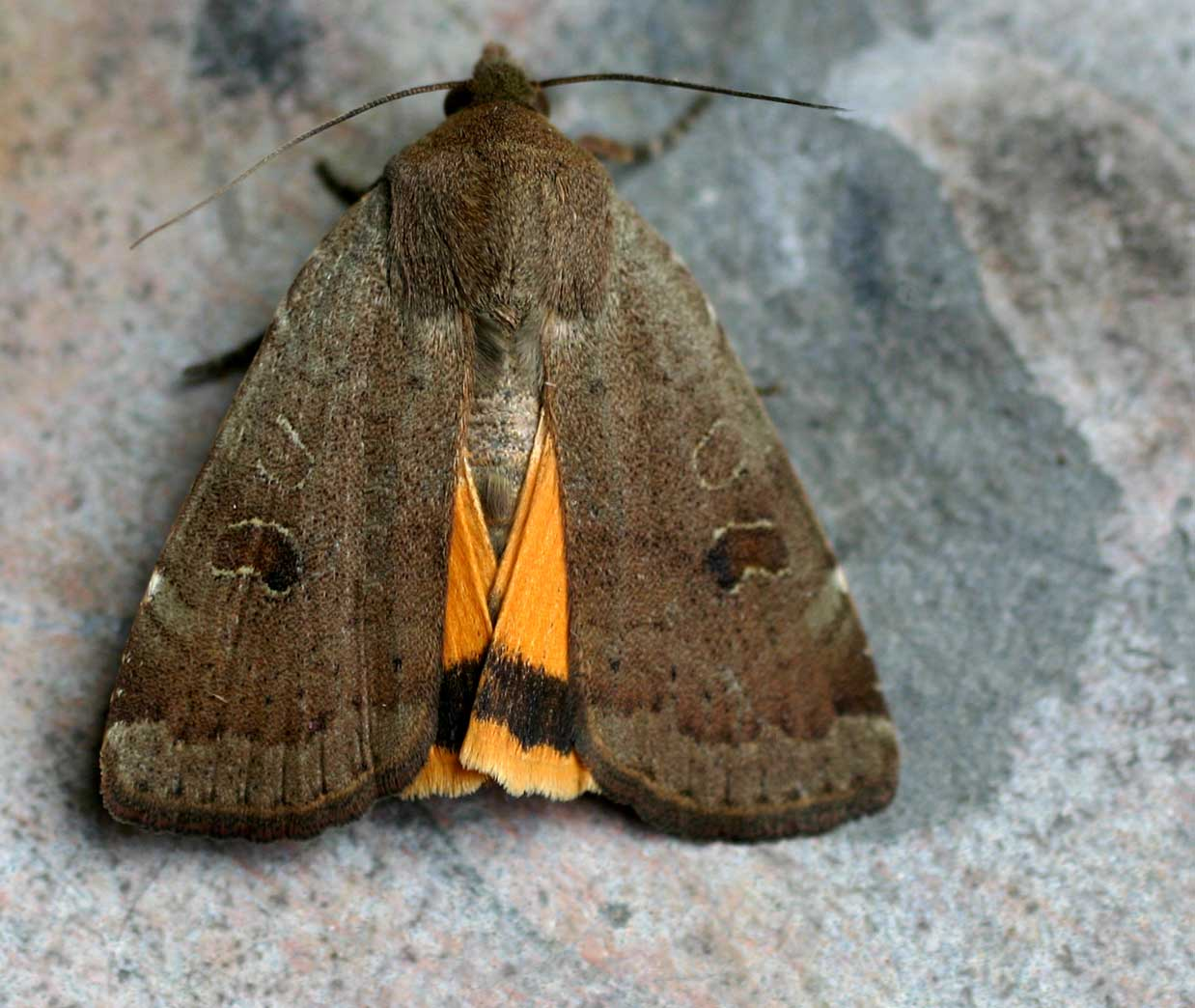
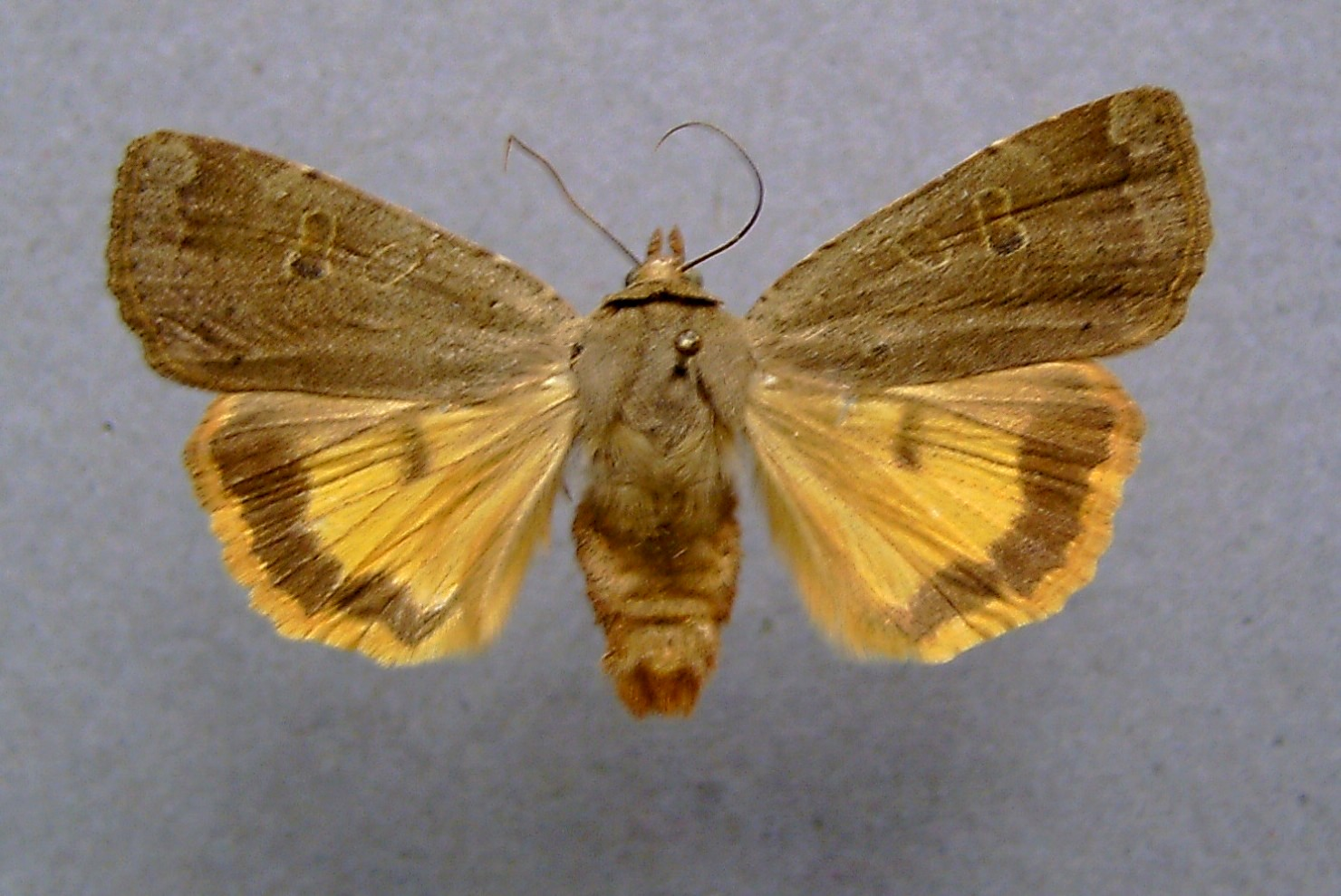

## Piante alimentari registrate
- Betula - betulla
- Calluna - erica
- Cirsium - cardo
- Crataegus - biancospino
- Digitalis - digitale
- Fragaria - fragola
- Plantago - piantaggine
- Prunus - prugnolo
- Rumex - banchine e acetosa
- Salix - salice

Vedi Robinson, GS et al.